# Etal (Atoll)
Etal (bisweilen auch Ettal oder Naiadinseln) ist ein Atoll in der Gruppe der zum Archipel der Karolinen gehörenden Mortlock Islands im zentralen Pazifischen Ozean. Politisch gehört es zum Bundesstaat Chuuk der Föderierten Staaten von Mikronesien und wird dort zur statistischen Inselregion Mortlocks gezählt.

## Geographie
Etal liegt 7 km nördlich des benachbarten, deutlich größeren Atolls Satawan sowie 14 km nordwestlich des ebenfalls zu den Mortlock Islands gehörenden Atolls Lukunor. Vom Chuuk-Atoll im Zentrum des Bundesstaates liegt es 245 km südöstlich entfernt. Etal hat die Form eines abgerundeten Dreiecks mit einer Länge von 6,5 km und einer maximalen Breite von 4 km. Die Fläche der Lagune beträgt etwa 16 km², die Landfläche hingegen nur 1,9 km². Das Atoll besteht aus 17 Inseln, die sich überwiegend auf dem östlichen und nordöstlichen Korallensaum befinden. Einzige bewohnte und mit 97 Hektar Fläche größte Insel ist Etal im Südosten des Atolls, zweitgrößte Insel ist Parang im äußersten Norden. Isoliert im Westen liegt Unon. Etal bildet eine eigene Gemeinde mit 672 Einwohnern (Stand: 2010). Die Inseln sind dicht bewachsen mit Kokospalmen und Brotfruchtbäumen.